# Michelle Finn-Burrell
Michelle Bonae Finn-Burrell, ameriška atletinja, * 8. maj 1965, Orlando, ZDA.
Nastopila je na poletnih olimpijskih igrah leta 1992, kjer je osvojila naslov olimpijske prvakinje v štafeti 4×100 m in sedmo mesto v teku na 200 m. V štafeti 4x100 m je osvojila srebrno medaljo na svetovnem prvenstvu leta 1993 in zlato medaljo na panameriških igrah leta 1987.